# Harou Kouka
Harou Kouka (* 1922 in Zinder; † 10. August 2008 in Niamey) war ein nigrischer Arzt und Politiker.

## Leben
Harou Kouka gehörte der Volksgruppe der Hausa an. Er besuchte Schulen in Gouré, in der Altstadt seiner Geburtsstadt Zinder und in Niamey. Von 1940 bis 1943 studierte er an der École normale William Ponty. Anschließend wurde er an der Medizinschule von Französisch-Westafrika in Dakar aufgenommen. Dort diplomierte er 1947 in afrikanischer Medizin. Nach seinem Militärdienst arbeitete Harou Kouka von 1948 bis 1958 als Arzt in Niger. Seine beruflichen Stationen waren Mirriah, Bilma, Magaria, Zinder, Filingué und Tanout. 
In Tanout unterstützte Kouka 1956 den Wahlkampf von Hamani Diori von der Nigrischen Fortschrittspartei. Als Hamani Diori 1958 als Premierminister seine Regierung zusammenstellte, gehörte Harou Kouka der Ministerriege an. Ab 10. Dezember 1958 war er Arbeitsminister, ab 18. Oktober 1959 Arbeits- und Sozialminister, ab 31. Dezember 1960 Arbeits- und Gesundheitsminister und ab 25. Juni 1963 als Nachfolger von Mamoudou Maïdah Unterrichtsminister. Seine Reformen prägten das Schulwesen in Niger nachhaltig. Als die Pariser Studentenunruhen des Mai 1968 auch auf Niger übergriffen, wurde Koukas Haltung als zu repressiv kritisiert. Am 17. August 1972 wechselte er deshalb erneut das Ressort und wurde Minister für öffentliche Arbeiten, Verkehr und Bauten.
Am 15. April 1974 putschte Seyni Kountché gegen Hamani Diori. Harou Kouka wurde wie die meisten Minister verhaftet. Bis 1974 war er in einem Militärlager in Agadez eingesperrt, danach gemeinsam mit Hamani Diori in einem Militärlager in Zinder. Am 15. April 1978 wurde er zunächst freigelassen, durfte aber seinen alten Beruf als Arzt nicht mehr ausüben. 1980 wurde er in Birni Kazoé, dem Heimatdorf seines Vaters, unter Hausarrest gestellt und erst nach dem Tod Seyni Kountchés im Jahr 1987 endgültig freigelassen.
In fortgeschrittenem Alter nahm Harou Kouka nur noch zweimal bedeutende politische Funktionen wahr. Von Dezember 1990 bis Januar 1992 war er provisorischer Leiter des Politbüros der Nigrischen Fortschrittspartei. 1996 gehörte er dem Weisenrat nach dem Staatsstreich von Ibrahim Baré Maïnassara an.

## Ehrungen
- Offizier der Ehrenlegion
- Offizier der Palmes académiques